# Charaxes kheili
Charaxes kheili är en fjärilsart som beskrevs av Otto Staudinger 1896. Charaxes kheili ingår i släktet Charaxes och familjen praktfjärilar. Inga underarter finns listade i Catalogue of Life.

## Bildgalleri

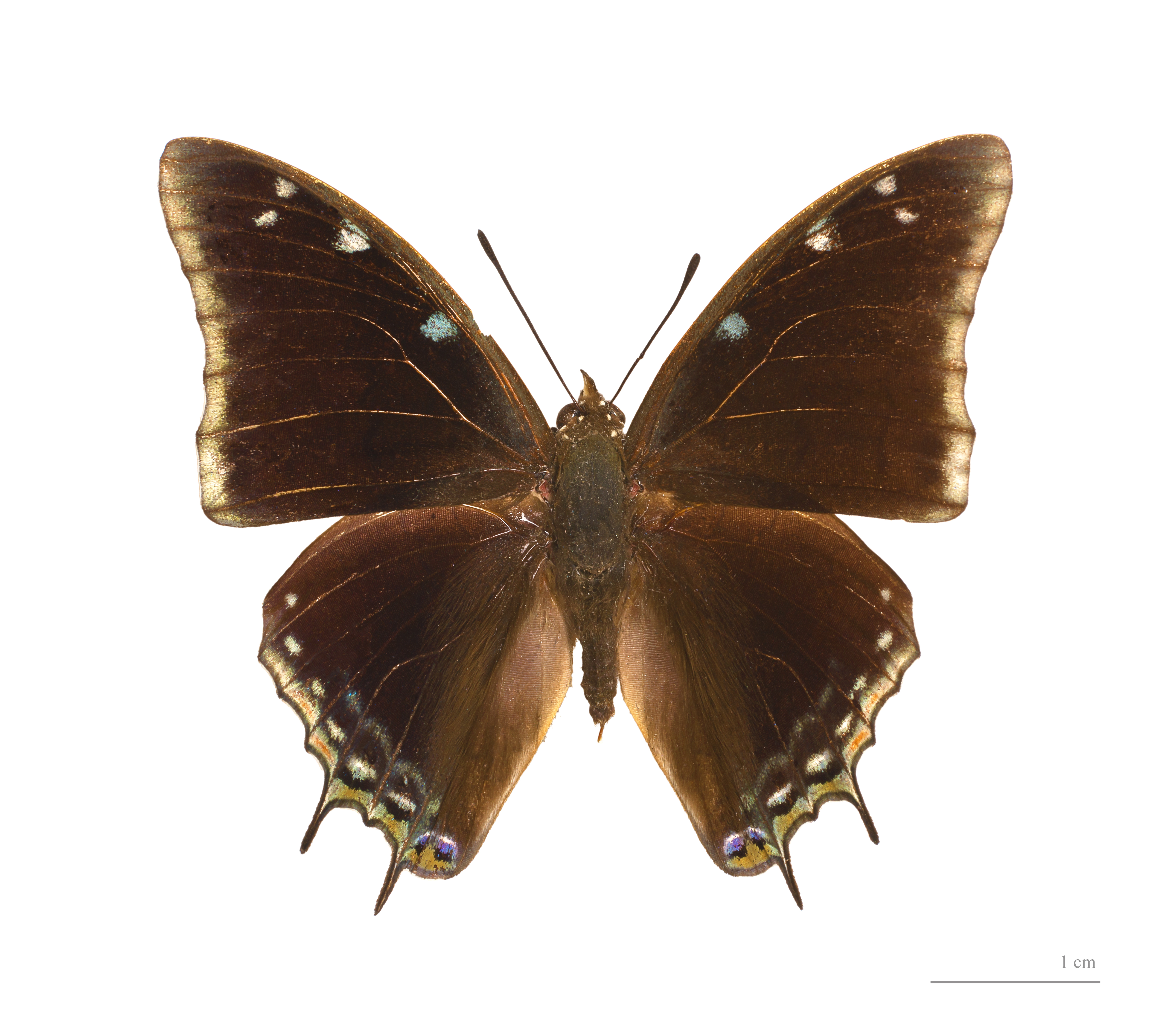
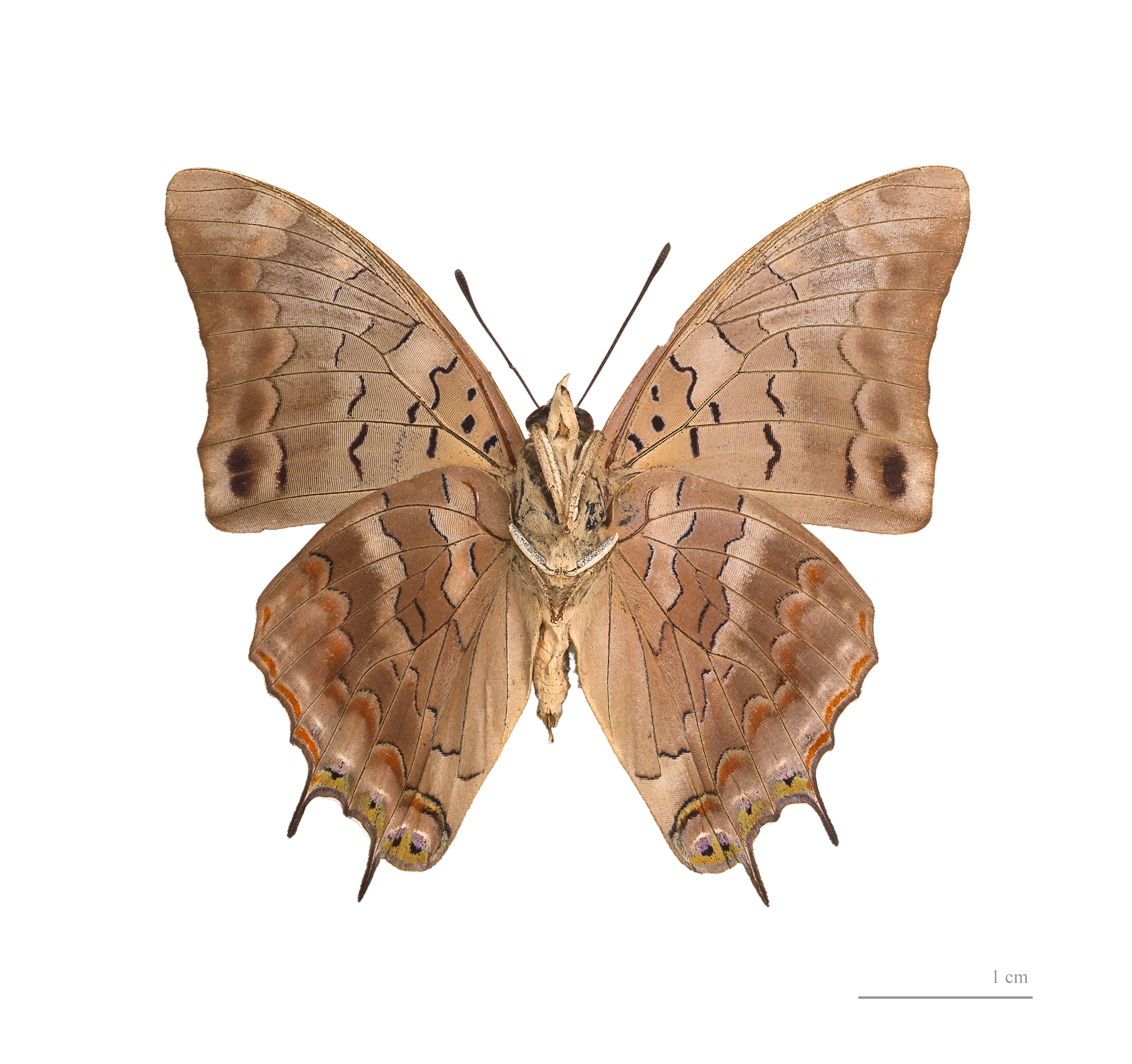
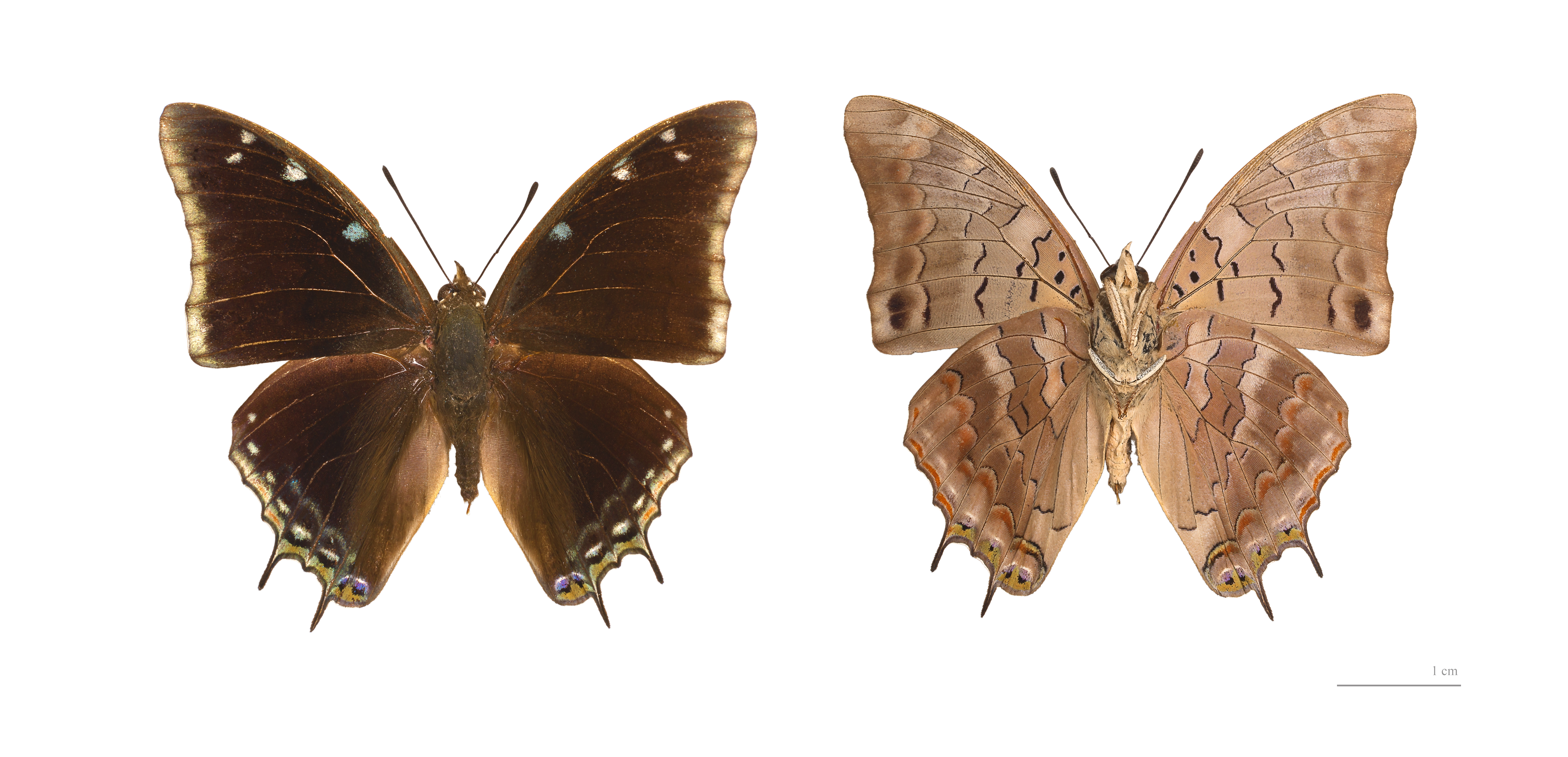